# Wawrzyniec Gabler
Wawrzyniec Gabler łac. Laurentius Gablerus (ur. 1604 w Nowogardzie, zm. 7 listopada 1665 w Gdańsku) – poeta i prawnik gdański, sekretarz królewski.
W latach 1622-1629 kształcił się w Gdańskim Gimnazjum Akademickim. Studiował też prawo. W 1643 został obrońcą przy gdańskim sądzie ławniczym. W 1647 stracił prawo do wykonywania adwokatury.
W 1654 został sekretarzem króla Jana II Kazimierza, który poparł Gablera w jego sporze z radą miejską, wystawiając dla niego list żelazny.
W 1653 wydał Elegidia epidictica – zbiór łacińskich wierszy epigramatycznych. W utworze tym sławił władców Polski i Szwecji, jak też burmistrzów i rajców Gdańska. Zamieścił też kilka uszczypliwych wierszyków pod adresem mieszkańców Gdańska, co stało się powodem zakazania przez radę miejską rozpowszechniania tego utworu 20 marca 1654. Pochowany został w Kościele Świętej Trójcy w Gdańsku.